# Eugenia Kalnay
Eugenia Enriqueta Kalnay, née à Buenos Aires le 1er octobre 1942 et morte le 14 août 2024, est une météorologue argentine et professeure émérite de sciences atmosphériques et océaniques, qui fait partie du College of Computer, Mathematical, and Natural Sciences à l'Université du Maryland, College Park, aux États-Unis .
En 1996, Kalnay est élue membre de l'Académie nationale d'ingénierie des États-Unis pour ses avancées dans la compréhension de la dynamique atmosphérique, la modélisation numérique, la prévisibilité atmosphérique et la qualité des prévisions météorologiques opérationnelles américaines. Elle est récipiendaire du 54e Prix de l'Organisation météorologique internationale en 2009 de l'Organisation météorologique mondiale pour ses travaux sur la prévision numérique du temps, l'assimilation de données et la prévision d'ensembles.

## Biographie
Eugenia Kalnay est née à Buenos Aires en Argentine et a obtenu son licence en météorologie de l'Université de Buenos Aires en 1965. En 1966, le coup d'état en Argentine a vu l'arrestation violente de plus de 400 universitaires et Kalnay, qui était assistante de recherche, demissiona avec des milliers d'autres en protestation. En janvier 1967, son directeur a pu lui obtenir une bourse pour étudier aux États-Unis. En 1971, elle est devenue la première femme à recevoir un doctorat en météorologie du Massachusetts Institute of Technology (MIT) où son directeur de thèse était Jule Gregory Charney,
Après un emploi d'assistant professeure à l'université de la République uruguayenne, Kalnay est ensuite devenue la première femme professeur au département de météorologie du MIT,. En 1979, elle a rejoint au Goddard Space Flight Center et en 1984 est devenue chef de la branche de modélisation et de simulation globales au laboratoire Goddard pour les atmosphères,.
De 1987 à 1997, Kalnay a été directeur du Centre de modélisation environnementale (EMC) des National Centers for Environmental Prediction (NCEP), National Weather Service (NWS) et a supervisé le projet de réanalyse NCEP/NCAR et de nombreux autres projets d'assimilation de données et de prévision d'ensemble,. Après avoir quitté le NCEP, Kalnay est devenu titulaire de la chaire Robert E. Lowry de l'École de météorologie de l'Université de l'Oklahoma. En 1999, Kalnay a rejoint le Département des sciences atmosphériques et océaniques de l'Université du Maryland à College Park et a occupé le poste de directeur du département de 2002 à sa retraite. Elle est depuis professeure émérite,.

## Recherche notables
Avec James A. Yorke, elle a cofondé le groupe Weather/Chaos à l'Université du Maryland, qui a fait des découvertes sur la faible dimensionnalité locale des régions atmosphériques instables et le développement du filtre de Kalman d'ensemble local et de la transformation de l'ensemble local. Méthodes d'assimilation des données du filtre de Kalman. En plus du Département de l'atmosphère et des océans (AOSC), Kalnay a des nominations à l'Institut des sciences physiques et de la technologie (IPST) et au Centre pour la science computationnelle et la modélisation mathématique (CSCAMM), également à l'Université du Maryland, College Park. En 2008, elle a été sélectionnée comme première professeure ayant reçu la bourse « Eugenia Brin » en assimilation de données.
Parmi les méthodes scientifiques, Kalnay a été le pionnier de la méthode de reproduction d'instabilités, avec Zoltan Toth, comme méthode pour identifier les perturbations croissantes dans un système dynamique. Elle a également été co-auteur d'articles présentant les méthodes d'ensemble de Lag Averaged Forecasting (LAF) et Scaled LAF (avec Ross N. Hoffman et Wesley Ebisuzaki).
En 2017, Kalnay faisait partie d'une équipe internationale d'éminents scientifiques qui ont publié une étude sur les modèles de changement climatique dans la revue National Science Review. L'étude soutient que des éléments cruciaux manquent dans les modèles climatiques actuels qui informent sur les politiques environnementales, climatiques et économiques. Kalnay a observé que sans une rétroaction réelle, les prédictions pour les systèmes couplés ne pourraient pas fonctionner et que le modèle peut s'éloigner très rapidement de la réalité.
En tant que directeur du Centre de modélisation environnementale des Centres nationaux de prévision environnementale (NCEP), Kalnay a publié l'article de réanalyse météorologique du NCEP de 1996 intitulé « Le projet de réanalyse de 40 ans du NCEP/NCAR », qui est l'un des articles les plus cités dans les sciences de la Terre. Elle est répertoriée comme auteur ou co-auteur de plus de 120 articles scientifiques et a écrit le livre « Atmospheric Modeling, Data Assimilation and Predictability », qui a été publié par Cambridge University Press en 2003.

## Récompenses et affiliations
Le professeur Kalnay est membre Fellow de l'Académie nationale d'ingénierie des États-Unis, de l'Académie américaine des arts et des sciences, de l'Academia Europaea et à l'Académie des sciences physique d'Argentine. Elle a aussi reçu plusieurs prix dont la médaille Roger Revelle en 2019 par l'Union américaine de géophysique et le prix de l'Organisation météorologique internationale en 2009,.